# ツヴィリング・J.A.・ヘンケルス
ツヴィリング J.A. ヘンケルス（Zwilling J.A. Henckels AG）は、ドイツのゾーリンゲンに本拠を置く、刃物などのメーカー。「ツヴィリング」や「ヘンケルス」などの名前で知られている。双子のマークが有名。社名の「ツヴィリング」は、ドイツ語で「双子」の意。双立人とも訳される。

## 概要
ツヴィリング J.A. ヘンケルス社の創業は、1731年にペーター・ヘンケルス（Peter Henckels 1759年没）がゾーリンゲンのカトラリーギルドに双子のマークを登録した年とされている。その後、ヨハン・アブラハム・ヘンケルス（Johann Abraham Henckels 1771-1850）が1818年、ベルリンに第1号店をオープンさせた。社名の J.A. は彼の名前の略である。
日本へは、大阪万国博覧会の際に万能料理バサミが便利なドイツ製キッチン用品としてドイツ館で紹介されて以来、ゾーリンゲンの名前とともに知られるようになった。ドイツ本社はゾーリンゲン市の歴史的建造物として保存されている。

## ブランド
この会社は、ツヴィリング（ZWILLING）とヘンケルス（HENCKELS）の2つのブランドを持っている。日本では同社の製品を区別なくヘンケルスと呼ぶ者も多いが、実際には別々のブランドである。
ツヴィリング （ZWILLING）
よく知られ、以前からあるブランドで、双子のマークで有名である。価格は後述のヘンケルスブランドよりプレミアム性の高い商品。主にドイツ・日本などで製造されているが、一部の製品はスペインや韓国や中国などで生産されている。
ヘンケルス （HENCKELS INTERNATIONAL, HI）
1895年に加えられたブランドで、双子ではなく1人のマークである。各国の支社がその国の料理文化に合わせた商材を展開しており、価格は前述のツヴィリングブランドよりリーズナブルに抑えられている。主に日本・中国・スペインなどで製造されている。商材はどちらのブランドもゾーリンゲンの品質管理の上、製作されている。
STAUB
鍋のブランド。鋳物ホーロー鍋、セラミック鍋、リッドホルダーやトリベットなどの鍋アクセサリーを取り扱う。製法がフランス伝統製法を用いていることもあり、主にフランスで製造されている。
MIYABI
2004年に岐阜県関市のナイフメーカーを子会社化し、MIYABIブランドとして立ち上げた。マークは漢字で雅と日の丸をモチーフした赤丸となる。両刃包丁以外に片刃包丁を取り扱っている（海外販売のみ）。
DEMEYERE
2008年にベルギーの老舗ステンレススチール製調理用品メーカーを子会社化した。
TWEEZERMAN
ビューティーケア用品を扱うブランド。
BSF
主に銀器を扱うブランド。
Fontignac
Tondeo
Jaguar
alessandro INTERNATIONAL
QVS Global

## 製品
刃物が広く知られるが、日本では以下の製品などが販売されている。
- 包丁
- 事務用はさみ
- 台所用はさみ
- キッチン用品

など。
ヘンケルスの刃物には必ずFRIODUR®（フリオデュア）というマークが入っている。これは冷たくして硬くしたという意味である。社長の女性秘書が、あるとき刃物を氷水の中につけたらよく切れるようになるのを発見し、社長に報告したことに始まる。